# Konrad Bercovici
Konrad Bercovici (n. 22 iunie 1881, Brăila, România – d. 27 decembrie 1961, New York City, New York, SUA) a fost un prozator și dramaturg american de origine evreiască din România.

## Biografie
În familie tatăl se ocupa cu creșterea și vânzarea cailor; mama, casnică, era  cititoare pasionată de romane senzaționale. Urmează primele clase elementare la o școală germană, particulară. 
În anul 1888 familia se muta la Brăila, unde Konrad se angaja  la Societatea de mașini agricole „Stadecker”. Aici cunoaște viața și obiceiurile țiganilor pe care îi va evoca în opera sa. După moartea tatălui său se mută cu familia la Bruxelles, apoi la Paris.
La Paris, Konrad Bercovici se înscrie la Université populaire din Faubourg-Saint-Antoine. Acolo ia contact cu  Anatole France, Jean Jaurès, Henri Bergson și prințul Piotr Kropotkin. Urmează, în paralel, și cursuri muzicale. Lucrează într-o fabrică de mobilă, apoi, ca vopsitor, la  turnul Turnul Eiffel. Se căsătorește cu o româncă, sculptorița Naomi Librescu, și, la 22 de ani, pleacă în Statele Unite, unde își câștigă existența dând lecții de pian, cântând la orgă în cinematografe și, în final, devenind jurnalist.
Panait Istrati, care la cunoscut pe Konrad Bercovici în anul 1925, spunea despre el cu admirație că știa o sumedenie de limbi și afirma că în America i se mai spune „nașul lăieșilor” (aluzie la cartea sa „The story of the Gipsies”, New York, 1928).
Cu primul sau roman "Crimes of Charity", Bercovici atrage atenția criticilor și a publicului american. Se împrietenește cu Charlie Chaplin, cei doi concepând  un scenariu în care să fie evocată lumea țiganilor nomazi din estul Europei. Totodată, Bercovici pretindea că este la originea scenariul filmului Dictatorul (The Great Dictator), scenariu pe care Charlie Chaplin i l-a refuzat. Mai târziu, marele cineast american a turnat filmul fără a-l mai consulta pe Bercovici. În 1947 Bercovici îl dădea  în judecată pe  Chaplin sub acuzația de  plagiat și  îi cerea 500.000 de dolari. Chaplin a plătit 95.000 de dolari, iar Bercovici și-a retras acțiunea. În 1930 vizita România fiind elogiat pentru opera sa și pentru contribuția la promovarea literaturii române în Statele Unite.
„Nimeni nu e mai îndreptățit decât mine să vorbească despre România. E țara în care m-am născut. Nu mi-a fost niciodată rușine de acest lucru. Am fost adeseori mâhnit pentru felul în care este guvernată. Dar n-am încetat să-mi iubesc țara de origine: limba ei, oamenii ei, folclorul, tradițiile, munții râurile și văile ei”. 
(Note, 1932)

## Opera
- Crimes of Charity. With an Introduction by John Reed, New York, 1917;
- Dust of New York, New York, 1919;
- Ghitza and Other Romances of Gipsy Blood, New York, 1921;[4]
- Costa’s Daughter, teatru, Chicago, 1923;
- Murdo, New York, 1923;
- Love and the Gipsy, London, 1923 (Gipsy Loco);[4]
- Singing Winds. Stories of Gipsy Life, New York, 1923 (alte ediții 1924, 1925, 1926, 1970);
- Around the World in New York, New York, London, 1924;
- Iliana. Stories of a Wandering Race, New York, 1924;
- Best Stories of the World. Edited with an Introduction by Boston, 1925;
- On New Shore, New York, 1925;
- The Marriage Guest, roman, New York, 1925;
- Nights Abroad. With illustrations by E.H. Suydam, New York, London, 1926 (alte ediții 1926, 1927, 1928);
- The Volga Boatman, New York, 1926;
- Alexander. A Romantic Biography, New York, 1928 (ediția V, în limba franceză, La vie d’Alexandre le Grand, Paris, 1931);
- The Story of the Gipsies. Illustrated by Charlotte Lederer, New York, 1928;
- For a Song, New York, 1931;
- Manhattan Side-Show, New York, London, 1931;
- That Royal Lover, New York, 1931;
- Against the Sky, New York, 1932;
- Main Entrance, roman, New York, 1932;
- The Incredible Balkans, New York, 1932;
- It’s the Gipsy in Me, New York, 1941;
- The Exodus, New York, 1947;
- Savage Prodigai, New York, 1948;
- Gipsies: their Life, Love and Legends, New York, 1983.